# Tom Scott (Musiker)

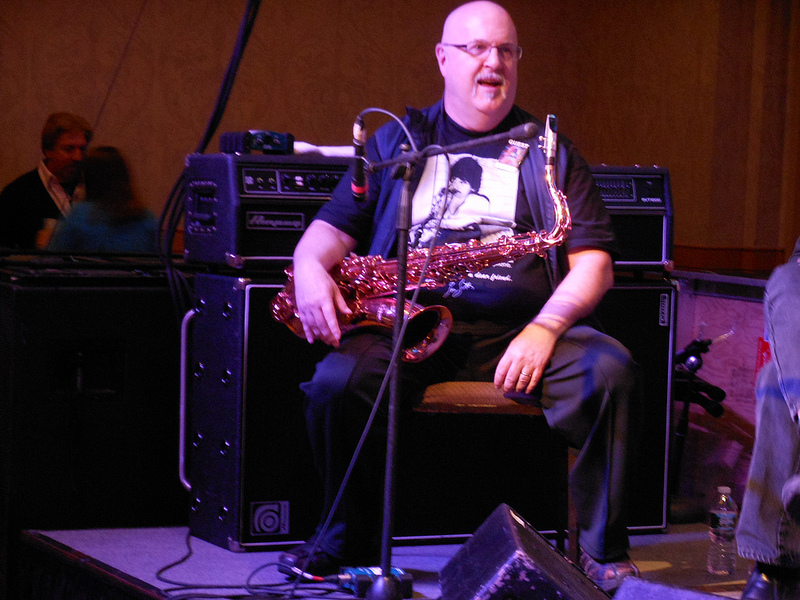
Tom Scott (2013)

Tom Wright Scott (* 19. Mai 1948 in Los Angeles) ist ein Komponist, Arrangeur, Produzent, musikalischer Direktor und Saxophonist. Er ist unter anderem mit Filmmusiken zu den Filmen Starsky & Hutch, Der Volltreffer, Die Straßen von San Francisco und Cannon bekannt geworden.

## Lebenslauf
Scott spielte bereits als Schüler in einer Jazz-Band. Im Alter von 20 veröffentlichte Tom Scott sein erstes Album Honeysuckle Breeze. Es folgte die Gründung der Gruppe L. A. Express, die sehr erfolgreich war. Im Laufe der Jahre komponierte er erfolgreich Filmmusiken (etwa für 1998 – Die Vier-Milliarden-Dollar-Show von Neil Israel), spielte aber auch als Profi bei berühmten Alben mit, so bei Joni Mitchell, den Blues Brothers, Whitney Houston, Barbra Streisand, George Harrison, Eddie Money, Carole King, Steely Dan, Toto, Quincy Jones oder Frank Sinatra.

## Musik
Die Musik von Tom Scott ist von vielen Musikrichtungen beeinflusst. Seine Musik geht auf John Coltrane und Gerry Mulligan zurück, es werden aber auch Elemente aus der indischen Musik und dem Pop verwendet. Den Stil kann man am ehesten mit Easy Listening oder Crossover bezeichnen. Tom Scotts Musik ist elegant, wird aber oft auch als glatt und sanft empfunden.
Als Studiomusiker spielte Tom Scott bei Spyro Gyra und bei Tony Williams mit. Mit seiner Gruppe L. A. Express war er Bestandteil der Jazzrock-Bewegung. Drei seiner Alben erhielten seit 1975 einen Grammy.

## Diskographie
- Honeysuckle Breeze, 1968
- Rural Still Life, 1969
- Hair To Jazz, 1970
- Paint Your Wagon, 1971
- Great Scott, 1972
- Tom Scott & The L.A. Express, 1973
- Tom Cat (mit The L.A. Express), 1974
- New York Connection, 1975
- Blow It Out (enthält "Gotcha", das Musikthema von Starsky & Hutch), 1977
- Intimate Strangers (teilweise live), 1978
- Street Beat, 1979
- Apple Juice (live), 1981
- Desire, 1982
- Target, 1983
- One Night – One Day, 1985
- Streamlines, 1987
- Flashpoint, 1988
- Them Changes (mit The Pat Sajak Show), 1990
- Keep This Love Alive, 1991
- Born Again, 1992
- Reed My Lips, 1994
- Night Creatures, 1995
- Bluestreak (mit The L.A. Express), 1997
- Smokin'Section (mit The L.A. Express), 1999
- New Found Freedom, 2002
- Bebop United (live), 2006
- Cannon Reloaded, 2008